# Edward Poynings

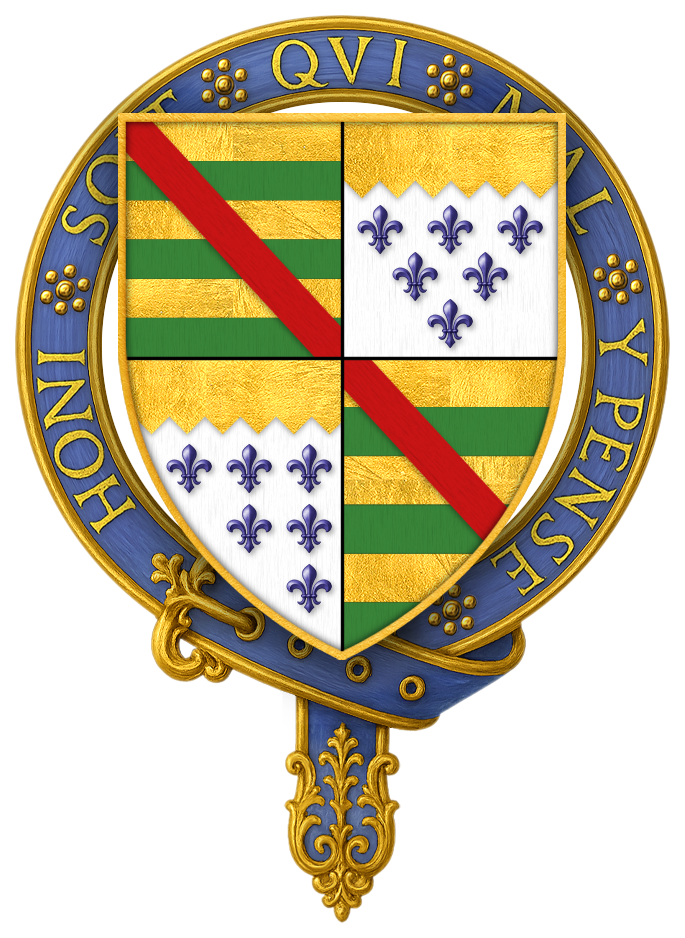
Il suo blasone

Edward Poynings (1459 – 22 ottobre 1521) militare e diplomatico servì quale Lord Deputy d'Irlanda sotto il regno di Enrico VII d'Inghilterra.

## L'inizio della carriera
Unico figlio di Robert Poynings (1419 circa-17 febbraio 1461) ed Elizabeth Paston (forse 1429-1487 o 1488). Presumibilmente egli nacque nella casa di famiglia di Southwark, suo padre era stato portatore di spada per Jack Cade ed era quindi morto nella seconda battaglia di St Albans nel 1461. Alla morte di Robert fu la sua vedova a ereditare le proprietà del marito a dispetto delle proteste del cognato e attorno al 1472 ella sposò in seconde nozze Sir George Browne del castello di Betchworth da cui ebbe un maschio, Matthew, e una femmina. Elizabeth morì attorno al 1488 e parte della sua corrispondenza è compresa nelle Paston Letters.
Edward venne educato dalla madre, nel 1483 fu fra coloro che progettarono un'insurrezione contro il nuovo sovrano Riccardo III d'Inghilterra e benché convocato a presenziare all'incoronazione del re egli fuggì per unirsi al giovane Enrico Tudor. Nell'ottobre 1484 egli raggiunse la Bretagna e nell'agosto seguente approdò con Enrico a Milford Haven, una volta che egli fu salito al trono con il nome di Enrico VII d'Inghilterra Edward entrò a far parte del Consiglio privato di sua maestà.
Nel 1491 Edward fu nominato Cavaliere dell'Ordine della Giarrettiera e l'anno seguente venne posto a capo di 150 uomini che avevano il compito di portare rinforzi a Massimiliano I d'Asburgo alle prese con le rivolte nelle Fiandre. I rivoltosi capeggiati da Philip di Cleves (1459-28 gennaio 1528) avevano preso Bruges, Damme e Sluis dove provvidero a depredare le navi inglesi. Edward provvide per prima cosa a ripulire il mare dalle navi corsare e nel mese di agosto pose Sluis sotto assedio. Dopo alcuni aspri combattimenti i due castelli posti a difesa della città caddero e i ribelli accettarono di scendere a trattativa. Edward raggiunse quindi Enrico nei pressi di Boulogne, ma la minacciata guerra con la Francia era stata conclusa senza spargimenti di sangue con il trattato di Étaples del 3 novembre 1492.
Nel 1493 Edward era stato nominato governatore di Calais e in luglio fu spedito alla corte di Filippo I di Castiglia perché accettasse di espellere Perkin Warbeck dalla Borgogna dove era stato accolto da Margherita di York. Egli ottenne da Filippo la promessa che non avrebbe aiutato Warbeck, ma il sovrano pose anche in chiaro come non fosse in suo potere controllare le azioni di Margherita che era l'effettiva sovrana della Borgogna.

## L'Irlanda
Nel mentre in Irlanda, roccaforte della Casa di York, un'aspra lotta famigliare era scoppiata fra i Butler e i FitzGerald e nella zona del Pale l'autorità regia s'era tanto ridotta da permettere a Gerald FitzGerald, VIII conte di Kildare di essere in rapporti inappropriati con Perkin Warbeck. Enrico quindi nominò il suo secondogenito Enrico viceré d'Irlanda ed Edward quale suo sostituto data la minore età del principe.
Edward approdò a Howth il 13 ottobre 1494 insieme a un centinaio di uomini e a Henry Deane (1440 circa-1503) Vescovo di Bangor perché agisse come cancelliere. La sua prima azione fu di recarsi nell'Ulster per punire tutti i nobili che avevano appoggiato la prima invasione di Warbeck, la spedizione venne fermata dalla notizia che il conte di Kildare stava complottando contro la sua vita e James FitzGerald pose d'assedio il castello di Carlow ponendovi sopra lo stemma di famiglia. Quando Edward gli intimò d'arrendersi in nome del re questi non cedette e fu solo con una certa difficoltà che il castello venne ripreso. 
Sedata la rivolta Edward andò a Drogheda per aprire il Parlamento che si riunì il 1º dicembre 1493 e dopo aver deprivato il conte di Kildare delle proprietà e dei titoli Edward tentò di far passare numerosi provvedimenti tesi a porre l'amministrazione dell'isola sotto il diretto controllo della corona. I castelli più grandi vennero posti sotto il controllo inglese, venne reso illegale portare armi o fare guerre "private" e venne dichiarato reato di alto tradimento incitare la popolazione alle armi. Già nel 1366 era stato approvato lo Statuto di Kilkenny che vietava i matrimoni fra i coloni inglesi e gli irlandesi, l'adozione da parte degli inglesi delle leggi o dei costumi irlandesi. Ora si stabilì che nessun parlamento poteva essere convocato in Irlanda senza il beneplacito del Consiglio privato di sua maestà e che le leggi inglesi dovevano essere applicate anche agli irlandesi (comprese quelle antecedenti al 1494). Questi provvedimenti presero il nome di Leggi di Poynings. Una leggera modifica si ebbe sotto il regno di Maria I d'Inghilterra e benché Carlo I d'Inghilterra avesse promesso di revocarle dopo la ribellione del 1641 non se ne fece nulla, nel 1719 il parlamento inglese fu ulteriormente potenziato e solo nel 1792 il parlamento irlandese tornò indipendente.
Mentre i lavori continuavano Edward si diresse di nuovo a nord, ma questa spedizione fu di scarso successo tanto quanto la prima ed egli si trovò a dover negoziare con i vari capoclan anche per il fatto di dover proteggere il Pale dalle aggressioni degli irlandesi. Con l'aiuto del diplomatico William Hatteclyffe cui era imparentato per matrimonio Edward provò a riformare le finanze, ma la resistenza degli altri nobili vanificò i suoi sforzi che si fermarono all'attacco che Warbeck fece a Waterford nel luglio 1495. Warbeck tenne la città per undici giorni fino a che Edward non lo costrinse alla ritirata ed egli riparò in Scozia.
Edward venne richiamato in patria nel gennaio seguente, Enrico fu parzialmente insoddisfatto dalla fallita riforma fiscale di Edward ed essendosi riconciliato con il conte di Kildare ritenne opportuno tornare al metodo che vedeva al comando dell'isola delle famiglie anglo-irlandesi, i FitzGerald restarono al potere fino al 1534.

## L'ambasciatore
Dopo il ritorno in patria Edward fu chiamato ad amministrare i Cinque Ports, di cui fu nominato guardiano, in sostituzione del cognato Sir William Scots e nel 1501 fu fra coloro che andarono ad accogliere Caterina d'Aragona in arrivo a Londra. Similmente nel 1508 accolse gli ambasciatori venuti in Inghilterra per trattare il matrimonio fra Carlo V d'Asburgo e Maria Tudor. Quando Enrico morì Edward fu fra coloro che egli indicò come fidati al figlio e successore Enrico VIII d'Inghilterra.
L'incarico di guardiano dei Cinque porti gli venne confermato e nel 1511 era ancora in servizio attivo e in giugno venne messo a capo di una flotta che aveva l'incarico di aiutare Margherita d'Asburgo nel reprimere una rivolta nella Gheldria. Sbarcato il 18 luglio, dopo aver preso numerose città e castelli pose sotto assedio la città di Venlo e in autunno si apprestò a tornare a casa.
Il 4 febbraio 1512 Edward presenziò al parlamento poi andò nei Paesi Bassi per cercare di negoziare una lega contro la Francia, cosa simile fece l'anno dopo siglando un accordo fra il re d'Inghilterra, di Spagna, l'Imperatore, e il Papa contro la Francia. Con un piccolo contingente Edward fu presente alla presa di Thérouanne il 22 agosto e di Tournai il 24 settembre, ormai malandato in salute benché nominato luogotenente di Tournai venne sostituito da William Blount, IV barone Mountjoy. 
Nel febbraio del 1515 Edward tornò in patria con una pensione fornitagli dall'Imperatore e con la richiesta di potersi recare in pellegrinaggio a Roma, in marzo Enrico lo nominò ambasciatore presso la Santa Sede, un lavoro che non cominciò mai. Il 7 maggio insieme al vescovo William Knight (1475 o 1476-1547) fu spedito a rinnovare la lega che era stata costituita dieci anni prima, dopo mesi di infruttuose negoziazioni i due tornarono in patria, tuttavia la battaglia di Marignano contribuì a cementare l'alleanza contro la Francia. Per questo motivo nel 1516 Edward andò presso la corte dell'Imperatore con il quale siglò un trattato nell'aprile di quell'anno.
Da quel momento in poi Edward trascorse gran parte della propria vita a rimettere a posto il proprio castello a Westenhanger, nel Kent, nel 1520 presenziò al Campo del Drappo d'Oro e morì a Westenhanger il 22 ottobre 1521.
Senza figli legittimi lasciò tutto a Henry Algernon Percy, V conte di Northumberland, nipote di una sua prima cugina.

## La famiglia
Prima del 1485 Edward si sposò con Isobel o Elizabeth Scott (morta 15 agosto 1528). Insieme i due ebbero un solo figlio, John, che gli premorì senza eredi, la sua vedova venne quindi sepolta a Brabourne, dov'è ricordata da una lapide.
Fuori dal matrimonio Edward ebbe sette figli:
- Thomas Poynings, I barone Poynings (1512 circa-17 agosto 1545)
- Edward Poynings, morto durante l'assedio di Boulogne del 1546
- Adrian Poynings
- Jane Poynings che in seconde nozze sposò il diplomatico Robert Wingfield
- Margaret Poyinings
- Mary Poynings
- Rose Poynings